# Gerard Gumbau
Gerard Gumbau Garriga (Campllong, 18 dicembre 1994) è un calciatore spagnolo, centrocampista del Rayo Vallecano in prestito dal Granada.

## Caratteristiche tecniche
È un centrocampista centrale.

## Carriera

### Club
È cresciuto nelle giovanili del Girona.
Nel 2014 è stato acquistato dal Barcellona, con cui ha debuttato in prima squadra il 15 gennaio 2015 in un match di Copa del Rey vinto 4-0 contro l'Elche. Il 14 agosto 2019 viene ufficializzato il suo trasferimento per 500.000€ dal Leganés al Girona, squadra con la quale collezionerà  89 presenze condite da 2 reti. Il 31 agosto 2021 si accasa all'Elche a titolo gratuito, firmando un contratto biennale.

## Statistiche

### Presenze e reti nei club
Statistiche aggiornate al 17 giugno 2023.
| Stagione            | Squadra             | Campionato          | Campionato | Campionato | Coppe nazionali | Coppe nazionali | Coppe nazionali | Coppe continentali | Coppe continentali | Coppe continentali | Altre coppe | Altre coppe | Altre coppe | Totale | Totale | Totale |
| Stagione            | Squadra             | Comp                | Pres       | Reti       | Comp            | Pres            | Reti            | Comp               | Pres               | Reti               | Comp        | Pres        | Reti        | Pres   | Reti   |        |
| ------------------- | ------------------- | ------------------- | ---------- | ---------- | --------------- | --------------- | --------------- | ------------------ | ------------------ | ------------------ | ----------- | ----------- | ----------- | ------ | ------ | ------ |
| 2012-2013           | Girona C            | 1CAT                | 1          | 1          |                 | -               | -               |                    | -                  | -                  |             | -           | -           | 1      | 1      |        |
| 2013-2014           | Girona C            | 2CAT                | 31         | 6          |                 | -               | -               |                    | -                  | -                  |             | -           | -           | 31     | 6      |        |
| Totale Girona C     | Totale Girona C     | Totale Girona C     | 32         | 7          |                 | -               | -               |                    | -                  | -                  |             | -           | -           | 32     | 7      |        |
| 2014-2015           | Barcellona B        | SD                  | 38         | 3          |                 | -               | -               |                    | -                  | -                  |             | -           | -           | 38     | 3      |        |
| 2015-2016           | Barcellona B        | SDB                 | 24         | 3          |                 | -               | -               |                    | -                  | -                  |             | -           | -           | 24     | 3      |        |
| 2016-2017           | Barcellona B        | SDB                 | 28+6       | 8+1        |                 | -               | -               |                    | -                  | -                  |             | -           | -           | 34     | 9      |        |
| Totale Barcellona B | Totale Barcellona B | Totale Barcellona B | 96         | 15         |                 | -               | -               |                    | -                  | -                  |             | -           | -           | 96     | 15     |        |
| 2014-2015           | Barcellona          | PD                  | 0          | 0          | CR              | 1               | 0               | UCL                | 0                  | 0                  |             | -           | -           | 1      | 0      |        |
| 2015-2016           | Barcellona          | PD                  | 3          | 0          | CR              | 2               | 0               | UCL                | 3                  | 0                  | SS+SU+CdM   | 0           | 0           | 8      | 0      |        |
| 2016-2017           | Barcellona          | PD                  | 0          | 0          | CR              | 0               | 0               | UCL                | 0                  | 0                  | SS          | 0           | 0           | 0      | 0      |        |
| Totale Barcellona   | Totale Barcellona   | Totale Barcellona   | 3          | 0          |                 | 3               | 0               |                    | 3                  | 0                  |             | -           | -           | 9      | 0      |        |
| 2017-2018           | Leganés             | PD                  | 25         | 1          | CR              | 6               | 0               |                    | -                  | -                  |             | -           | -           | 31     | 1      |        |
| 2018-2019           | Leganés             | PD                  | 16         | 1          | CR              | 4               | 0               |                    | -                  | -                  |             | -           | -           | 20     | 1      |        |
| Totale Leganes      | Totale Leganes      | Totale Leganes      | 41         | 2          |                 | 10              | 0               |                    | -                  | -                  |             | -           | -           | 51     | 2      |        |
| 2019-2020           | Girona              | SD                  | 38+3       | 1+0        | CR              | 3               | 0               |                    | -                  | -                  |             | -           | -           | 44     | 1      |        |
| 2020-2021           | Girona              | SD                  | 38+4       | 1+0        | CR              | 1               | 0               |                    | -                  | -                  |             | -           | -           | 43     | 1      |        |
| lug.-ago. 2021      | Girona              | SD                  | 2          | 0          | CR              | 0               | 0               |                    | -                  | -                  |             | -           | -           | 2      | 0      |        |
| Totale Girona       | Totale Girona       | Totale Girona       | 85         | 2          |                 | 4               | 0               |                    | -                  | -                  |             | -           | -           | 89     | 2      |        |
| ago.2021-2022       | Elche               | PD                  | 31         | 0          | CR              | 4               | 0               |                    | -                  | -                  |             | -           | -           | 35     | 0      |        |
| 2022-2023           | Elche               | PD                  | 35         | 1          | CR              | 3               | 0               |                    | -                  | -                  |             | -           | -           | 38     | 1      |        |
| Totale Elche        | Totale Elche        | Totale Elche        | 66         | 1          |                 | 7               | 0               |                    | -                  | -                  |             | -           | -           | 73     | 1      |        |
| 2023-2024           | Granada             | PD                  | 17         | 0          | CR              | 1               | 0               |                    | -                  | -                  |             | -           | -           | 18     | 0      |        |
| Totale carriera     | Totale carriera     | Totale carriera     | 340        | 27         |                 | 25              | 0               |                    | 3                  | 0                  |             | -           | -           | 368    | 27     |        |

## Palmarès

### Competizioni nazionali
- Campionato spagnolo: 1

Barcellona: 2015-2016
- Coppa di Spagna: 2

Barcellona: 2014-2015, 2015-2016

### Competizioni internazionali
- Coppa del mondo per club: 2

Barcellona: 2015, 2016